# Laura Goodman Salverson
Laura Goodman Salverson (* 9. Dezember 1890 in Winnipeg; † 13. Juli 1970 in Toronto; gebürtig Laura Goodman) war eine kanadische Schriftstellerin und zweifache Gewinnerin des Governor General’s Award for Fiction.

## Leben und Schaffen
Laura Goodman Salverson wurde 1890 als Laura Goodman, Tochter der isländischen Immigranten Lárus Guðmundsson und Ingibjörg Guðmundsdóttir, im kanadischen Winnipeg geboren. Sie zog mit ihren Eltern durch die USA und Kanada, weshalb ihre Schulausbildung häufig unterbrochen wurde und sie erst mit zehn Jahren Englisch lernte. 1913 heiratete sie George Salverson, einen Eisenbahnarbeiter norwegischer Herkunft, und lebte mit ihm in den folgenden Jahren in fast allen Regionen Kanadas.
Mit achtzehn Jahren begann Salverson literarische Texte zu schreiben. 1923 erschien ihr Debütroman The Viking Heart, in dem sie das Leben isländischer Siedler in Kanada zwischen 1876 und dem Ersten Weltkrieg beschreibt. Auch in ihren nächsten Romanen setzte sie sich mit nordischen Immigranten in der ‚Neuen Welt‘ auseinander. Der Roman The Dark Weaver (1937) und ihre Autobiographie Confessions of an Immigrant’s Daughter (1939) wurden mit dem Governor General’s Award for Fiction ausgezeichnet. In ihren späteren Romanen wandte sich Salverson u. a. alten nordischen Sagen und den Erkundungsreisen vor Christoph Kolumbus zu.
Überdies unterrichtete Salverson Kreatives Schreiben und edierte das Magazin The Icelandic Canadian. Sie war Mitglied des Institut National des Sciences et Arts (Paris), das sie mit einer Goldmedaille für ihre literarischen Verdienste würdigte.

## Werke
Romane
- The Viking Heart. 1923
- When Sparrows Fall. 1925
- Land of the Silver Dragons. 1927
- Johann Lind. 1928
- The Dove. 1933
- The Dark Weaver: Against the Sombre Background of the Old Generations Flame the Scarlet Banners of the New. 1937
- Black Lace. 1938
- Immortal Rock: The Saga of the Kensington Stone. 1954

Lyrik
- Wayside Gleams. 1925

Autobiographie
- Confessions of an Immigrant’s Daughter. 1939

## Preise
- 1937 Governor General’s Award for Fiction für The Dark Weaver
- 1939 Governor General’s Award für Confessions of an Immigrant’s Daught
- 1954 Ryerson Fiction Award (All-Canada Fiction Award) für Immortal Rock[4]
- Goldmedaille des Institut National des Sciences et Arts